# Скрипіцино
Скрипіцино (рос. Скрипицино) — село у складі Нижньоломовського району Пензенської області, Росія.
Населення — 1 особа (2010; 1 у 2002).
Національний склад станом на 2002 рік:
- росіяни — 100 %